# HMS Blencathra (L24)
Le HMS Blencathra est un destroyer de classe Hunt de type I de la Royal Navy, qui participa aux opérations navales contre la Kriegsmarine (marine Allemande) pendant la seconde Guerre mondiale.

## Construction
Le Blencathra est commandé le 4 septembre 1939 dans le cadre de programmation de 1939 pour le chantier naval de Cammell Laird à Birkenhead en Angleterre. La pose de la quille est effectuée le 11 novembre 1939, le Blencathra est lancé le 6 août 1940 et mis en service le 14 décembre 1940.
Il est parrainé par la communauté civile de Keswick dans le Cumberland, dans le cadre de la Warship Week (semaine des navires de guerre) en mars 1942.
Le Blencathra fait partie d'un lot de trois destroyers de classe Hunt qui étaient destinés à être de type II, mais ont été en fait complétés suivant la conception du type I. Ils doivent résoudre une pénurie de destroyers, notamment pour les tâches d’escorte. Ils doivent combiner le lourd armement anti-aérien des sloops de la classe Bittern avec une vitesse de 29 noeuds pour une liaison plus rapide avec la flotte.

## Histoire

### Seconde Guerre mondiale
À la mise en service, le Blencathra commence immédiatement les essais d'acceptation, suivis d'un travail préparatoire. Une fois ces travaux terminés, il entre en service en janvier 1941 avec la 1re flottille de destroyers, basée à Portsmouth, pour effectuer des missions de patrouille et de défense de convoi dans la Manche. Le 12 mai 1941, il rejoint son sister-ship Berkeley pour escorter le croiseur lourd Berwick de Portsmouth à Rosyth, en Écosse, où le Berwick doit effectuer les réparations, puis reprend ses tâches routinières. En mars 1942, il est "adopté" par la communauté de Keswick, à la suite d'une Warship Week. Le 14 mars 1942, il participe à une tentative infructueuse d'interception du croiseur auxiliaire allemand Michel avant que le Michel puisse faire irruption dans l'océan Atlantique Nord et subit des dommages lorsque Michel lui tire dessus. Le 18 juin 1942, des avions allemands l'endommagent par des tirs de canons et par des bombes lors de l'attaque aérienne du convoi qu'il escorte dans la Manche.
Dans le second semestre 1942, le Blencathra est transféré dans la 21e flottille de destroyers basée à Sheerness, qui comprend les sister-ships Cattistock, Cottesmore, Fernie, Garth, Holderness, Mendip, Meynell et Pytchley, pour des escortes de convois entre l'estuaire de la Tamise et le Firth of Forth. Lors du convoi FS 1074 le 28 mars 1943, des sous-marins allemands, mais le destroyer Warwick les chasse.
En mai 1943, la Royal Navy choisit le Blencathra pour participer à l'opération Husky, l'invasion alliée de la Sicile prévue pour juillet 1943. En juin 1943, il quitte Harwich pour se rendre dans le fleuve Clyde où, le 21 juin 1943, il rejoint le croiseur léger Uganda, les destroyers Viceroy, Wallace, Witherington et Woolston et les destroyers d'escorte Arrow, Blankney, Brecon, Brissenden, Hambledon, Ledbury et Mendip pour le convoi Convoy WS 31/KMF 17 vers Gibraltar. Le 26 juin 1943, les convois se divisent et les destroyers Amazon, Bulldog et Foxhound, basés à Gibraltar, et le destroyer d'escorte Blackmore reprennent l'escorte WS 31 pour poursuivre le voyage vers Freetown, en Sierra Leone, pour se rendre au Moyen-Orient, tandis que le Blencanthra et les autres vont à Gibraltar sous l'escorte KMF 17 pour y arriver le 28 juin 1943.
Au début de juillet 1943, alors qu'il se trouve à Gibraltar, le Blencathra est transféré à la 58e division de destroyers de la Mediterranean Fleet, chargée d'escorter des convois militaires en Sicile pour les débarquements amphibies. Après des exercices préalables au débarquement, il escorte des convois d’assaut le 9 juillet 1943 et, après leur arrivée sur les plages du débarquement le 10 juillet 1943, le premier jour, il est chargé de la défense de la tête de plage et des convois ultérieurs amenant des renforts et des provisions.
En août 1943, le Blencathra et le reste de la 58e division de destroyers sont basés à Malte et affectés à des tâches de patrouille et d'escorte dans le centre de la mer Méditerranée. Au cours du mois, il est sélectionné pour participer à l'opération Avalanche, le débarquement allié à Salerne sur le continent italien, prévue pour septembre 1943. Le 9 septembre 1943, il participe au premier débarquement de Salerne, puis protège la tête de pont et les convois transportant des renforts et du matériel.
Libéré de l'opération Avalanche en octobre 1943, le Blencathra opère ensuite dans la mer Égée pour contribuer à la tentative infructueuse des Alliés de défendre les îles sous contrôle italien contre l'invasion des forces allemandes pendant la campagne du Dodécanèse, s'abritant la nuit dans des eaux turques neutres. Le 8 octobre 1943, il effectue une recherche de navires allemands transportant des troupes sur les îles et, le 27 octobre 1943, rejoint son sister-ship Exmoor et le destroyer Pathfinder pour escorter le croiseur léger Aurora alors que ce dernier se déploie dans la mer Égée pour soulager le croiseur léger Phoebe. Le 9 novembre 1943, Blencathra effectue une patrouille d'interception au large d'Amorgas en compagnie du Exmoor et du destroyer Fury. Le 13 novembre 1943, il quitte Alexandrie, en Égypte, pour soutenir les opérations militaires alliées à terre dans les îles de la mer Égée. Le 14 novembre 1943, il rejoint son sister-ship Aldenham et le destroyer Penn pour bombarder les positions allemandes à Leros. Le 19 novembre 1943, il remorque son sister-ship Rockwood, endommagé par une bombe à retardement allemande, des eaux turques à Alexandrie.
Après la défaite des Alliés dans la campagne du Dodécanèse, le Blencathra et le reste de la 58e division de destroyers sont basés à Alexandrie en décembre 1943 pour des missions de patrouille et d'escorte dans la Méditerranée orientale.
En janvier 1944, la 58e division de destroyers est transférée à Malte, où il conduit des patrouilles et des convois escortés dans la Méditerranée centrale, notamment pour protéger les navires participant à l'opération Shingle, l'invasion alliée à Anzio et à Nettuno, en Italie.
Le 9 mars 1944, la 58e division de destroyer déployée dans le cadre d'opérations anti-sous-marines pour soutenir l'opération Shingle et le 10 mars 1944, le Blencathra rejoint ses sister-ships Blankney, Brecon et Exmoor, le destroyer Urchin, et le destroyer américain USS Madison dans une attaque de charges de profondeur dans le mer Tyrrhénienne qui force l’U-450 à faire surface. Le sous-marin se saborde, l’Urchin récupère l'équipage.
Le 29 mars 1944, le Blencathra, le Hambledon et leur sister-ship Wilton quittent Naples pour aider les destroyers Laforey, Tumult et Ulster à la chasse du sous-marin allemand U-223. Ils attaquent le U-223 avec des charges de profondeur jusqu'à ce que le Laforey leur ordonne de s'arrêter, puis continuent de suivre l'U-223 pendant plusieurs heures jusqu'à ce qu'il soit forcé de faire surface au plus tôt le 30 mars 1944 après 27 heures d'attaque avec des charges de profondeur et des hérissons. Le Blencathra rejoint les autres navires en éclairant le U-223 avec des projecteurs et en le coulant avec des coups de feu avec la perte de 23 membres d'équipage du sous-marin, laissant 27 survivants, mais pas avant que le U-223 coule le Laforey avec une torpille acoustique entraînant la mort de 182 personnes, laissant 69 survivants.
En avril 1944, la Royal Navy choisit les Blencathra, Hambledon et Mendip pour participer à l'opération Neptune, la première phase d'assaut de l'invasion de la Normandie par les Alliés prévue pour le début du mois de juin 1944.
En mai 1944, le Blencathra est affecté à la 21e flottille de destroyeurs à Sheerness et commence des exercices pour se préparer à l'invasion de la Normandie. Au début de juin 1944, il rejoint le 113e groupe d'escorte, composé des frégates Waldegrave and Whitaker et des sloops Hart and Whimbrel, et le conduit jusqu'à Milford Haven, d'où il doit escorter le convoi EBP 2, cinq navires de transport de troupes de l'armée des États-Unis, en vue de leur débarquement à Utah Beach. Le débarquement est reporté de 24 heures au 6 juin 1944 en raison du mauvais temps, mais le convoi quitte le canal de Bristol ce jour-là, protégé par le 113e groupe d'escorte et les frégates Spragge et Stockham du 112e groupe d'escorte, passant le Solent le 7 juin 1944 et arrive à Utah Beach le 8 juin 1944. Le Blencathra se rend ensuite à Plymouth et, basé avec les Hambledon et Mendip, défend les convois transportant des renforts et des fournitures pour les têtes de pont de Normandie jusqu'à ce qu'ils soient libérés de leurs fonctions le 30 juin 1944.
Après la fin de l'opération Neptune, le Blencathra reste dans la Manche pour patrouiller, protéger les convois et soutenir les opérations militaires en France jusqu'en août 1944. Le 3 août 1944, il subit des dommages lorsqu'il tente de prendre une torpille humaine allemande et l'éloigner.
En septembre 1944, la Royal Navy assigne le Blencathra à la 21e flottille de destroyers à Sheerness pour des opérations de patrouille et de défense de convoi en mer du Nord. Il poursuit ces opérations jusqu'à la capitulation allemande le 8 mai 1945.

### Après guerre
Après cela, il soutient les forces de réoccupation et visite des ports du Royaume-Uni et du continent européen jusqu'au 15 août 1945, quand il est endommagé lors d'une collision avec le navire marchand Willowdale. Après des réparations et le retrait de son armement et d'autres modifications au chantier naval de Rosyth, le Blencathra réintègre le service en octobre 1945 en tant que navire cible en mer du Nord pour former les équipages de conduite à l'identification et au ciblage des navires. Retirée de ses fonctions en juin 1948, il est désarmé et mis en réserve en juillet 1948.
Le Blencathra est placé en réserve dans la division de Harwich de la flotte de réserve en 1948. En avril 1950, le Royaume-Uni propose de le vendre à la Norvège, mais la vente n'a jamais lieu. En 1953, il est transféré à la division de Barrow-in-Furness de la flotte de réserve. Il fait partie des dix destroyers d'escorte de la classe Hunt inscrits sur la liste des démolitions en octobre 1956 et est vendu à la British Iron & Steel Corporation (BISCO) pour être mis au rebut avant la fin de l'année. La BISCO l'attribue à Thos W Ward. Il arrive le 2 janvier 1957 et est mis au rebut.

### Honneurs de bataille
- Mer du Nord 1941-45
- Manche 1942-44
- Sicile 1943
- Salerne 1943
- Mer Égée 1943
- Normandie 1944
- Méditerranée 1944